# Spray (barca a vela)
Lo Spray era un'imbarcazione armata dapprima a sloop e successivamente a yawl, originariamente adibito alla pesca alle ostriche, di 11,20 m di lunghezza fuori tutto (36 piedi e 9 pollici), si pensa costruito nel 1801. Divenuto leggendario assieme al suo costruttore, armatore ed unico membro dell'equipaggio, il Capitano Joshua Slocum, per essere stato "coprotagonista" della prima circumnavigazione del globo in solitario, raccontate nel libro "Solo, Intorno Al Mondo".
Lo Spray fu disperso assieme al capitano Slocum in data imprecisata, nell'Oceano Atlantico qualche tempo dopo il 14 novembre 1909, dopo essere salpato da Vineyard Haven, nel Massachusetts, diretto in Sud America.

## Storia
Nel 1892 il Capitano Eben Pierce (cacciatore di balene), amico del Capitano Joshua Slocum, offrì a quest'ultimo, in regalo, una sua "nave" in disarmo che "ha bisogno di alcune riparazioni". Slocum andò a Fairhaven, nel Massachusetts, per scoprire che la "nave" era in realtà un vecchio sloop di Chesapeake Bay per la pesca alle ostriche, che aveva terminato il suo servizio nel 1885 e si presentava come un relitto, una carcassa che si deteriorava lentamente rimessata in secca, puntellato alla bene e meglio in un campo affacciato sul mare di Poverty Point, a Fairhaven.
Una volta vista l'imbarcazione, nonostante il pessimo stato del relitto Slocum, che non aveva un imbarco, impiegò i successivi tredici mesi a ripararlo e, di fatto, lo ricostruì di sana pianta, da solo, secondo la sua personale concezione di imbarcazione ideale per il tipo di navigazione che aveva in mente, sfruttando la sua esperienza sia come marinaio che come maestro d'ascia; come ebbe a scrivere nel suo libro: "Lo feci saldo, robusto e bello. Chiglia, braccioli e ordinate di dura quercia. Il fasciame era di pino della Georgia, spesso tre centimetri e mezzo. Le impavesate fatte con scalmotti di quercia bianca, i corsi di coperta di pino bianco". Esclusa una robusta quercia che lo stesso Slocum abbatté a colpi d'ascia per ricavarne la chiglia, i materiali utilizzati per le riparazioni gli costarono 553,62 $, equivalenti a 15754 $ del 2019.
Nonostante la profonda revisione che Slocum fece dell'imbarcazione, mantenne il suo nome Spray, ed egli ebbe ad osservare: "Ora, è regola del Lloyd che la Jane ricostruita sopra la vecchia, sino a divenire completamente nuova, è sempre la Jane".
Dopo aver fatto il giro del mondo nel 1895, il boma fu accorciato dopo la rottura e nel 1896 Slocum ridusse l'altezza dell'albero di 7 piedi e la lunghezza del bompresso di 5 piedi mentre si trovava a Buenos Aires. A Port Angosto, nello Stretto di Magellano, lo Spray è stato riarmato come una yawl aggiungendo un albero di mezzana.  Nel 1901 lo Spray era un'attrazione all'Esposizione Panamericana di Buffalo, New York.

## Idoneità alla navigazione
Scrisse Slocum: "I diportisti che si divertono con i "gigli del mare" non penseranno favorevolmente alla mia imbarcazione", anticipando le critiche di chi si destreggia con i coefficienti. "Hanno diritto alla loro opinione, mentre io resto fedele alla mia".  Vale la pena leggere l'Appendice di Sailing Alone Around the World per la candida spiegazione di Slocum del design dello Spray e delle sue doti marine.
Un'analisi di Howard I. Chapelle, curatore di storia marittima presso lo Smithsonian Institution e noto esperto di piccole imbarcazioni a vela, ha dimostrato che lo Spray era stabile nella maggior parte delle circostanze, ma poteva facilmente scuffiare se sbandato oltre un angolo relativamente piccolo. Sostenne che Slocum fu semplicemente fortunato che la sua nave, instabile, non lo avesse ucciso prima.
Una delle tante teorie sulla scomparsa della barca suggeriva che la sua zavorra interna potesse essersi spostata durante una grave sbandata e quindi averla sbilanciata facendola scuffiare. Solo la replica esatta dello Spray oggi manterrebbe la zavorra interna. Il francese Guy Bernardin sta tentando una circumnavigazione su una replica dello Spray, "Spruzzo di Briac". Senza chiglia appesantita, la barca trasporta 1,4 tonnellate di lingotti di ferro come zavorra, segati a mano in posizione nella sentina, proprio come lo Spray di Slocum. Sarebbero caduti se si ribaltasse? "Potrebbero..."
Nel suo libro Captain Joshua Slocum, il figlio di Joshua Victor Slocum affermava che "la zavorra era di cemento armato, fissata saldamente per garantire che non si spostasse nel caso in cui la nave fosse posizionata sulle estremità della trave. Non c'era zavorra esterna. Lo Spray poteva avere si è auto-raddrizzato se si è spostato sulle estremità della trave, un fatto che è stato dimostrato, da allora, da un esperimento su un esatto duplicato della barca originale e zavorrato proprio come lei. La barca di prova è stata abbassata con l'albero piatto sull'acqua e quando è stata rilasciata si è raddrizzata".
Quando il commodoro John Pflieger ha sottolineato in 'Spray', il giornale della Slocum Society, che una chiglia lunga è più difficile da virare o da percorrere e che una barca simile a Spray è affondata su una riva sottovento per questo motivo, Peter Tangvald, competente Il marinaio oceanico che circumnavigò con il suo cutter da 32 piedi Dorothea I, rispose prontamente: "Quanto avrebbe dovuto fare Slocum per dimostrare che la barca era idonea alla navigazione? Non esiterei a sostenere che se uno Spray fosse naufragato su una riva sottovento era perché il suo equipaggio aveva bisogno di qualche ora in più di lezioni di vela".
Legato da Samoa all'Australia, Slocum ha incontrato burrasche e mari agitati che hanno fatto naufragare la nave clipper americana Patrician che correva a sud di Spray. Un piroscafo postale francese sbalzato fuori rotta riferì di aver visto Spray al culmine della tempesta e si chiese quale triste destino fosse accaduto alla piccola nave. Il registro di Slocum registra che, nel momento in cui i passeggeri del piroscafo erano in ginocchio nell'acqua nel grande salone della nave, Spray era sdraiato comodamente sotto una randa ad ali d'oca.
Joshua Slocum, un marinaio classico e un uomo schietto e onesto, non essendo preoccupato per la controversia sulle capacità di navigabilità, disse semplicemente: "Ho indicato nei piani della Spray le dimensioni di una nave che dovrei chiamare navigabile in tutto condizioni meteorologiche e su tutti i mari". Ha anche affermato: "Un giorno potrò vedere motivo di modificare il modello del caro vecchio Spray, ma per la mia esperienza limitata consiglio vivamente le sue linee salutari a quelle dei volantini di piacere per sicurezza".

## Capacità di autogoverno
Una delle cose più notevoli di Spray era la sua capacità di correre contro il vento sotto la sua normale attrezzatura da prua e poppa con il timone ancorato, e mantenere la sua rotta per ore o giorni. Se Spray non avesse avuto questa capacità, la performance di Slocum sarebbe stata un'impossibilità fisica.
Avvicinandosi alle Isole Cocos (Keeling), Slocum notò "Non ho toccato il timone, perché con la corrente e il sollevamento del mare lo sloop si è trovato alla fine della corsa assolutamente nel fairway del canale. ... Poi ho aggiustato le sue vele con il vento, ho preso il timone e l'ho frustata su per un paio di miglia circa a fianco dello sbarco in porto, dove ho gettato l'ancora alle 15.30 del 17 luglio 1897, ventitré giorni da Thursday Island. La distanza percorsa è stata di ventisettecento miglia in linea d'aria ... Durante quei ventitré giorni non avevo trascorso in totale più di tre ore al timone, compreso il tempo impiegato per battere nel porto di Keeling. Ho solo legato il timone e lasciarla andare; sia che il vento fosse al traverso o morto a poppa, era lo stesso: lei è sempre rimasta sulla sua rotta".
Il designer di barche a vela John G. Hanna ha detto di Spray: "Ritengo che il suo merito peculiare come single-hander fosse nel suo notevole equilibrio di tutti i centri di sforzo e di resistenza effettivi sulla sua linea di sezione centrale". Hanna, tuttavia, ha ritenuto necessario avvertire i potenziali circumnavigatori alla ricerca di una nave adatta che "Spray è la peggiore barca possibile per chiunque non abbia l'esperienza e l'intraprendenza di Slocum per prendere il largo".
Cipriano Andrade, Jr., ingegnere e yacht designer, ha detto di Spray: “Dopo un'analisi approfondita delle linee di Spray, ho scoperto che aveva un equilibrio teoricamente perfetto. Il suo equilibrio è meraviglioso, quasi inquietante. Prova come farei io, un elemento dopo l'altro, hanno oscillato tutti sulla stessa identica linea. L'ho attaccata con divisori proporzionali, planimetro, rotametro, regola di Simpson, coefficienti di Froude, Dixon KempLe formule, le serie, le curve, i differenziali e tutti gli elettrodomestici della moderna progettazione di yacht, e lei è emersa dal calvario una barca teoricamente perfetta. Perché quando è in navigazione ogni elemento di resistenza, stabilità, peso, sforzo di sbandamento e forza propulsiva è su un piano trasversale, e quell'aereo è la sezione centrale della barca. Non conosco casi simili in tutto il campo dell'architettura navale, antica o moderna".
Lo stesso Slocum disse: "Non conoscevo il centro di sforzo nelle sue vele, tranne quando mi colpì in pratica in mare, né mi interessava un filo di corda. I calcoli matematici, tuttavia, vanno bene in una buona barca, e Spray avrebbe potuto sopportarli. Era facilmente bilanciata e facilmente mantenuta in forma".

## Repliche
Esistono diverse repliche dello Spray. Uno è a Fiumicino (Roma - Italia) e va sotto il nome di Berenice: Marca: Tuccoli Italy; Modello: Spray Replica; Anno: 1969; Lunghezza: 41 ft

## Nelle arti

### Cinema
- Una barca in giardino